# امی چاپمن
امی چاپمن (انگلیسی: Amy Chapman؛ زادهٔ ۱۲ february ۱۹۸۷ (۳۸ سال)) بازیکن فوتبال اهل استرالیا است.
از باشگاه‌هایی که در آن بازی کرده‌است می‌توان به بریزبن رور اشاره کرد.
وی همچنین در تیم ملی فوتبال زنان استرالیا بازی کرده‌است.